# Mörrumsån
Mörrumsån (dansk: Mørrum Å) er en å i Småland og Blekinge i Sverige. Mörrumsåen er 186 kilometer lang og munder ud i Østersøen ikke langt fra Mörrum.
Åen danner en dialektgrænse mellem den skånske dialekt i Skåne samt Listerlandet og dialekterne i Blekinge. Indtil 1648 dannede åen grænsen mellem Skåne og Blekinge.[kilde mangler]
Åen er kendt for sit lystfiskeri efter laks og havørreder. Her er landet nogle af verdens største laks og havørreder.
56°09′15″N 14°44′50″Ø / 56.1542°N 14.7472°Ø